# Neocoenyra pinheyi
Neocoenyra pinheyi är en fjärilsart som beskrevs av Robert H. Carcasson 1961. Neocoenyra pinheyi ingår i släktet Neocoenyra och familjen praktfjärilar. Inga underarter finns listade i Catalogue of Life.